# Hernia umbilical
Una hernia umbilical es una protrusión del contenido de la cavidad abdominal por un punto débil del anillo umbilical debido a un defecto en el cierre de la pared abdominal.

## Causas
Cualquier situación o enfermedad que cause un aumento de la presión intraabdominal puede provocar una hernia. Algunos de los factores de riesgo son los siguientes:
1. Antecedentes familiares de hernia
2. Sexo masculino
3. Obesidad
4. Embarazo
5. Trastornos del colágeno
6. Cirugía abdominal previa
7. Hacer esfuerzos como levantar objetos pesados
8. Edad

## Patogenia
Es una hernia muy común en niños y adultos, especialmente obesos y en mujeres. La protrusión involucra al intestino delgado, peritoneo y epiplón, y otras vísceras y conlleva una elevada incidencia de estrangulación del contenido herniado. Entre todas las hernias, se presentan en un 2% de los casos. Se hace visible por encima y por fuera de la cicatriz umbilical en la forma de un abultamiento ovalado sobre el ombligo, ocasionalmente doloroso. Además del examen clínico, no es común hacer otros exámenes para diagnosticar una hernia umbilical. Ocasionalmente se ve asociada a diastasis, es decir, separación de los músculos rectos del abdomen.

## Tratamiento
Solo una operación quirúrgica puede resolver una hernia umbilical, al menos hasta el momento. El procedimiento se denomina herniorrafia. Para las hernias más pequeñas, la operación se hace con anestesia local. Para las hernias más grandes y complejas, la operación ocurre bajo anestesia general. Se justifica la reparación quirúrgica en niños si hay evidencia de estrangulamiento de los componentes herniados o el defecto es muy grande y estéticamente notable después de los 3 o 4 años. En otros casos se puede realizar un tratamiento mecánico (pliegue). En el adulto se debe reparar con cirugía para evitar una estrangulación. Se pueden utilizar mallas, que disminuyen la tasa de recurrencia. El procedimiento puede ser por laparoscopía, el cual disminuye el riesgo y complicaciones postoperatorias. La presencia de algunas enfermedades como cirrosis y presencia de ascitis no son contraindicación de la cirugía, ya que son mayores los riesgos causados por la hernia que los de la cirugía. En hernias simples o menores a 2 cm el porcentaje de que la hernia se vuelva a producir es el mismo que si se utiliza una malla o solo se cierra. En hernias mayores a 2 cm sí es mejor el tratamiento con la malla, ya quedisminuye el porcentaje de recurrencia.

## Pronóstico
El pronóstico es favorable para la mayoría de los pacientes en los cuales se disminuyan los factores de riesgo. La recurrencia después de la cirugía está relacionada con la obesidad, el tamaño de la hernia y una edad avanzada. En personas sanas la tasa de recurrencia es muy baja.